# Tobias Billström
Tobias Lennart Billström (ur. 27 grudnia 1973 w Malmö) – szwedzki polityk, parlamentarzysta, w latach 2006–2014 minister ds. migracji i polityki azylowej, w 2010 także minister zatrudnienia, od 2022 do 2024 minister spraw zagranicznych.

## Życiorys
Ukończył studia z zakresu historii i nauk politycznych na Uniwersytecie w Lund. W 2002 uzyskał magisterium z filozofii na University of Cambridge.
Od 1998 do 2002 był radnym Malmö i wiceprzewodniczącym miejskiej komisji edukacji. Pracował m.in. jako dziennikarz w redakcji pisma „Nordvästra Skånes Tidningar”. W 2002 z ramienia Umiarkowanej Partii Koalicyjnej został wybrany w skład Riksdagu. Cztery lata później z powodzeniem ubiegał się o reelekcję, zrezygnował jednak z zasiadania w parlamencie w związku z objęciem w październiku 2006 urzędu ministra ds. migracji i polityki azylowej w gabinecie Fredrika Reinfeldta.
Stał się pierwszym otwartym biseksualistą w szwedzkim rządzie. Kilka dni po nominacji ujawniono, iż podobnie jak dwóch innych członków nowego gabinetu przez lata nie opłacał abonamentu telewizyjnego. W przeciwieństwie do Cecilii Stegö Chilò i Marii Borelius (które dodatkowo zatrudniały nielegalnie opiekunki do dzieci) Tobias Billström pozostał na swoim stanowisku. 7 lipca 2010 został także ministrem zatrudnienia. Po wyborach w 2010, w których również dostał się do Riksdagu, powrócił do pełnienia wyłącznie funkcji ministra ds. migracji i polityki azylowej. Zakończył urzędowanie w 2014, pozostając członkiem parlamentu na kolejną kadencję.
Również w 2018 i 2022 z powodzeniem ubiegał się o poselską reelekcję w wyborach krajowych. W październiku 2022 objął stanowisko ministra spraw zagranicznych w nowo powołanym gabinecie Ulfa Kristerssona. Złożył rezygnację z tej funkcji we wrześniu 2024, kończąc urzędowanie w tym samym miesiącu.

## Odznaczenia
- Medal jubileuszowy: Konung Carl XVI Gustafs jubileumsminnestecken IV (2023)[8]
- Krzyż Wielki Orderu Infanta Henryka (Portugalia, 2008)[9]
- Order Krzyża Ziemi Maryjnej I klasy (Estonia, 2023)[10]
- Krzyż Dobrosąsiedztwa (Zjednoczony Gabinet Przejściowy Białorusi, 2023)[11]
- Krzyż Wielki Orderu Danebroga (Dania, 2024)[12]
- Krzyż Zasługi I klasy MSZ (Estonia, 2024)[13]